# Kvantespring
 For alternative betydninger, se Kvantespring (flertydig). (Se også artikler, som begynder med Kvantespring)
Inden for kvantefysikken betyder et kvantespring, at en elektron pludselig skifter fra én bane til en anden. For hvert indadgående spring frigiver den en lyskvant - et foton. For hvert udadgående spring optager den et lyskvant. En elektron kan kun eksistere i specielt fastlagte kredsløb og ingen steder indimellem. Ved kvantespringet ser den ud til forsvinde et sted og dukke op et andet sted på ingen tid.
Udtrykket kvantespring refererer altså til elektronens spring, ikke til kvantets spring - som udtrykket kunne lade formode. 
I overført betydning bruges udtrykket om en  meget stor og pludselig ændring der medfører en helt ny udvikling.